# Anna von Arnswaldt
Anna von Arnswaldt (* 6. Januar 1801 in Bökendorf; † 1. Oktober 1877 in Hannover) war eine deutsche Adelige und (Stief-)Tante der vier Jahre älteren Dichterin Annette von Droste-Hülshoff.

## Leben
Anna von Arnswaldt stammte aus dem westfälischen Adelsgeschlecht von Haxthausen und war seit 1830 mit dem preußischen und hannoverschen Geheimen Regierungsrat August von Arnswaldt verheiratet. Über ihre Brüder Werner von Haxthausen und August von Haxthausen war sie seit ihrer Jugend mit den Brüdern Grimm und dem späteren konservativen kurhessischen Minister Ludwig Hassenpflug bekannt. Mit dessen jüngster Schwester Amalie war sie eng befreundet, und zwischen ihnen bestand ein intensiver Briefwechsel. Etwa 800 Briefe, die etliche politische Inhalte über Ludwig Hassenpflug und literaturhistorische Mitteilungen über den Kreis um Annette von Droste-Hülshoff enthalten, sind im Nachlass Arnswaldt im Staatsarchiv Marburg überliefert.